# 松平頼起
松平 頼起（まつだいら よりおき）は、江戸時代中期の大名。讃岐高松藩の第7代藩主。官位は従四位下・讃岐守、左近衛権中将。

## 生涯
延享4年（1747年）6月23日、第5代藩主・松平頼恭の四男として誕生した。延享5年（1748年）、前年死去した大老・大久保公明（新蔵）の養子となって大久保主計家の家督を相続し、大久保頼辰と名乗る。明和2年（1765年）2月、頼恭の命で藩主一門に復帰し、名を松平帯刀頼起と改める。大久保家の家督は弟の一学（後の松平頼裕）が相続した。安永9年（1780年）に異母兄で第6代藩主の頼真が死去し、その実子である雄丸（後の頼儀）が6歳という幼少のため、兄の養子となって家督を継いだ。
天明の大飢饉ではあまり被害を受けなかったこともあり、また先々代・先代の頃から続く藩財政好転の兆しもあって、逆に飢饉に対する対応策で悩む幕府に対して献納金を申し出るほどだったという逸話もある。しかしこのため、高松藩は次第に奢侈に走るようになり、また風俗なども乱れるようになって藩財政は次第に悪化していくようになった。寛政元年（1791年）に向山周慶が砂糖製造に成功し、以後は砂糖が高松藩の特産品となった。
寛政4年（1792年）7月28日に死去した。享年46。跡を甥で養子の頼儀が継いだ。

## 系譜
- 父：松平頼恭（1711年 - 1771年）
- 母：半（荒川氏）
- 養父：大久保公明、松平頼真（1743年 - 1780年）
- 正室：述姫 - 徳川治保長女
- 養子
  - 男子：大久保一学（1753年 - 1801年） - 松平頼裕。松平頼恭の七男
  - 男子：松平頼儀（1775年 - 1829年） - 松平頼真の長男